# 弗兰克·德威特
弗兰克·德威特（荷蘭語：Frank de Wit，1996年2月13日—）生于北荷兰省貝弗韋克，是一名荷兰男子柔道运动员，主攻81公斤级。他在五岁时开始接触柔道，当时他在观看哥哥练习柔道后，便决定自己也去尝试这项运动。他原本也有练习足球，但后来他因为在柔道上展现更多才能而决定放弃足球，专攻柔道。2011年，他进入哈勒姆的一家柔道俱乐部，接受更高水平的训练。德威特在少年及青年级别比赛中取得不少成功，并在2015年开始参加成年级比赛，2016年，他入选里约奥运荷兰柔道队名单，以20岁的年龄成为历史上年龄最小的荷兰奥运柔道选手。